# 11:11 (Maluma)
11:11 è il quarto album in studio del cantante colombiano Maluma, pubblicato nel 2019.
L'album è stato nominato ai Grammy Awards del 2020 nella categoria Best Latin Pop Album.

## Descrizione
Il progetto musicale, interamente prodotto da Edgar Barrera e Madmusick, si compone di sedici brani co-scritti da Maluma insieme alla collaborazione di numerosi artisti, tra cui Ricky Martin, Madonna, Ozuna, Ty Dolla Sign e Nicky Jam.
Il cantautore descrive il progetto: «11:11 è un segnale diretto dai nostri angeli per stabilire un momento di connessione, sincronicità e consapevolezza con noi stessi, con il mondo. È un campanello d'allarme, è una porta per meditare, per ascoltare le nostre idee. È il tempo di fermarsi e sentire le energie sottili dell'universo, è un richiamo alla fiducia».

## Accoglienza
In una recensione positiva di Nick Levine di NME, scrivendo: «'11:11′ è sicuramente un po' lungo, ma non si può negare che Maluma crea uno stato d'animo che si adatta al suo personaggio con la stessa efficacia di Drake. Elegante, sexy e di tendenza, questo album dovrebbe generare un po' di calore nel mondo».
Suzy Exposito per Rolling Stone intitola l'articolo «Maluma ha fatto un'offerta audace con '11:11′» proseguendo «L'adattabile star colombiana scommette sul suo brillante futuro che va oltre alla musica latina e si presenta vincente».
All Music Guide descrive il tentativo di passare tra diversi generi sottolineando che «Il cantato rettilineo della prima metà contrasta con la sua seconda metà più avventurosa», concludendo con «Maluma è pronto ad avere successo grazie alla perfetta adattabilità che offre in 11:11. Qui dimostra più e più volte che non solo si abbandona alla diversità stilistica, ma la padroneggia».
Il progetto musicale ha ottenuto inoltre numerose nomine nelle principali premiazioni della musica latina, tra cui nella categoria Best Latin Pop Album ai Grammy Awards, Top Latin Album ai Billboard Music Awards e otto nomine al Premio Lo Nuestro, incluse Album of the Year.

## Tracce
1. 11 PM – 2:55
2. HP – 3:04
3. No se me quita (feat. Ricky Martin) – 3:39
4. Dispuesto (feat. Ozuna) – 2:42
5. No puedo olvidarte (feat. Nicky Jam) – 3:11
6. Me enamoré de ti – 3:19
7. Extrañándote (feat. Zion & Lennox) – 3:35
8. Shhh (Calla') – 2:57
9. Dinero tiene cualquiera – 3:26
10. Soltera (feat. Madonna) – 3:08
11. Te quiero – 3:49
12. Instinto natural (featuring Sech) – 3:14
13. Tu vecina (feat. Ty Dolla Sign) – 3:19
14. La flaca (featuring Chencho) – 2:40
15. Puesto pa' ti (feat. Farina) – 3:23
16. Déjale saber – 3:17

## Classifiche
| Classifica (2019)     | Posizione massima |
| --------------------- | ----------------- |
| Austria               | 59                |
| Belgio (Fiandre)      | 100               |
| Belgio (Vallonia)     | 49                |
| Danimarca             | 3                 |
| Francia               | 68                |
| Germania              | 77                |
| Italia                | 20                |
| Lituania              | 58                |
| Messico               | 9                 |
| Paesi Bassi           | 44                |
| Portogallo            | 13                |
| Spagna                | 6                 |
| Stati Uniti           | 30                |
| Stati Uniti Top Latin | 1                 |
| Svizzera              | 6                 |